# アンティストロペー
アンティストロペー（アンティストロペ、アンティストロフェー、アンティストローフィ、対旋舞歌、戻り舞の歌、希: ἀντιστροφή, Antistrophē）とは、古代ギリシアの頌歌を構成する3つの部分の1つ。コロス（合唱隊）が歌うが、上手（客席から向かって右）から下手（左）に移動しながら歌うストロペーに応えて、アンティストロペーは下手から上手に回りながら歌われた。

## 概略
アンティストロペーは「応える」という性質を持ち、ストロペーの効果とバランスを取っている。トマス・グレイの『The Progress of Poesy（詩の進歩）』と呼ばれる頌歌では、意気揚々とした言葉遣いで歌われた美しく力強く恍惚としたストロペーに対して、意気消沈した憂鬱な調子のアンティストロペーがこう応える。「病気、苦心、極貧、苦痛、病弊、悲哀の泣きたい連続、それに運命の嵐からの悲しい避難所である死が待ちかまえる、はかなき人生行路」。
コロスのこの部分が応え終わった後、コロスは一つになって、エポードスで締めくくる。